# Selma Kurzová

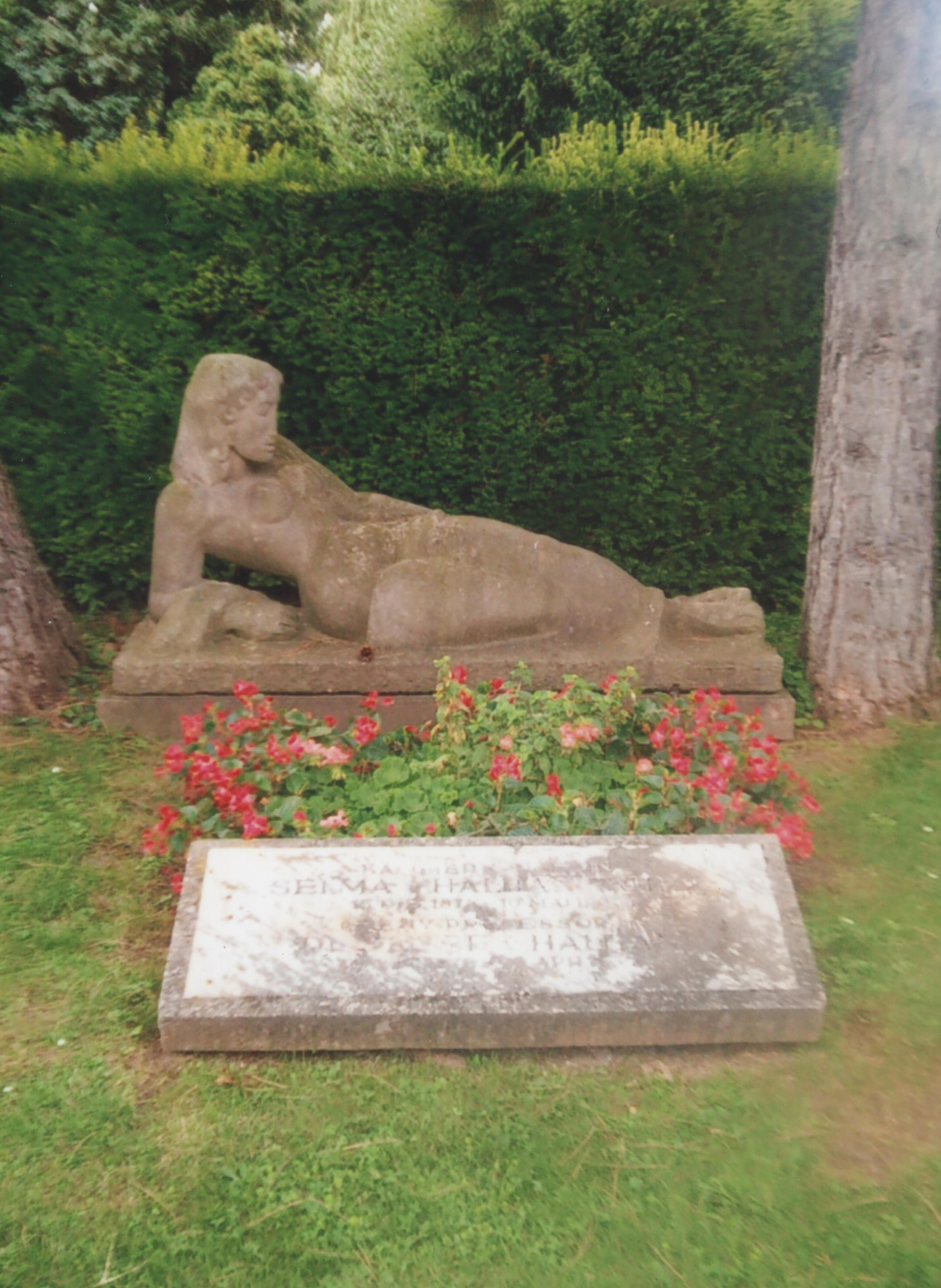
Hrob Selmy Kurz

Selma Kurzová (15. října 1874, Krakovská Bělá – 10. května 1933, Vídeň) byla rakouská opernísopranistka a sňatkem členka rodiny Halbanů.

## Život
Selma Kurzová se narodila v chudé židovské rodině v Krakovské Bělé v tehdejším Rakousku-Uhersku. Ve věku 16 let byla na náklady knížete Mikuláše Esterházyho poslána do Vídně, aby zde studovala zpěv u Johannese Resse a poté v Paříži studovala u Mathilde Marchesiové a Jeana de Reszke.

### Pěvecká kariéra
V roce 1895 debutovala Hamburské opeře v roli Mignon, avšak již v následujícím roce odešla do Frankfurtské opery, kde zpívala „Elisabeth“ v Tannhäuserovi a také Carmen.
Dne 18. srpna 1899 získala Kurzová angažmá u Gustava Mahlera ve Vídeňské dvorní opeře, kde působila až do roku 1929. Mahler se do Selmy Kurzové zamiloval a na jaře roku 1900 spolu udržovali krátký vztah. Členům Dvorní opery však tehdy bylo zapovězeno uzavírat sňatky, a tak se Kurzová rozhodla pro kariéru. V roce 1899 zpívala v prvním provedení Čajkovského Iolanty, v roce 1900 se podílela na znovuobjevení Così fan tutte a na světové premiéře hry Alexandra Zemlinského Es war einmal....
V letech 1904–1907 zpívala v londýnské Covent Garden Royal Opera House a poté znovu v roce 1924. Zpívala ve vídeňské premiéře Madama Butterfly v roce 1907 a byl první "Zerbinetta" v nové verzi Straussovy Ariadny na Naxu.
V roce 1921 odcestovala do New Yorku a objevila se v roce 1922 na Salcburském festivalu jako Konstance v Únosu ze serailu.
Kromě toho vystupovala také v Budapešti, Praze, Varšavě, Paříži, v Káhiře a mnoha dalších operních domech.
Selma Kurzová byla popisována jako velmi krásná žena, nevysoké štíhlé a jemně tvarované postavy. Její vystupování na jevišti a atraktivní ztvárňování rolí bylo přijímáno s nadšením. Dokázala uchvátit publikum svými dlouhými trylky. Někteří posluchači si dokonce nosili stopky, aby si změřili délku trylek na vteřinu. V nahrávce Wilhelma Tauberta Der Vogel im Walde z roku 1907 trylek trvá 24 sekund. 

### Manželství
4. prosince 1910 se provdala za vídeňského gynekologa Josefa Halbana, v roce 1917 povýšeného do šlechtického stavu. Z manželství se narodily dvě děti: dcera Désirée (Dési, 1912-1996) a syn George (1915-1998).
Dési se stala koncertní sopranistkou a později se provdala za nizozemského obchodníka s uměním Jacquese Goudstikkera. Syn George byl spisovatelem.

### Závěr života
Selma Halban-Kurzová zemřela ve Vídni 10. května roku 1933 a byla pohřbena na vídeňském Ústředním hřbitově (skupina 14C, číslo 8) v čestném hrobě. Skulptura polonahé ležící ženy na náhrobku Selmy Halban-Kurzové sochaře Fritze Wotruby vyvolala v roce 1934 polemiku. V roce 1983 byla po zpěvačce pojmenována ulice Halban-Kurz-Strasse ve vídeňské městské části Liesing.

## Diskografie

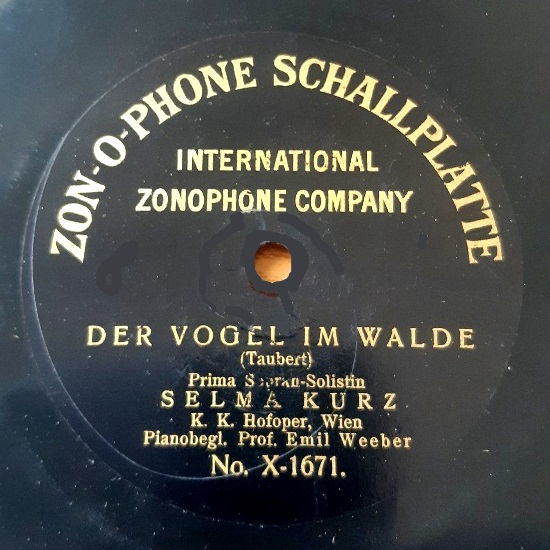
Záznam Selmy Kurzové (Vídeň 1902)

Selma Kurzová natočila mnoho zvukových záznamů. První z nich se objevil na deskách Berliner Records (Vídeň 1900), poté na G&T (Vídeň 1902, 1905-07), Zon-O-Phone (Vídeň 1902), Gramophone (Vídeň 1909-14), Grammophon (Vídeň 1923); HMV (Hayes 1923–25 a Vídeň 1926, poslední nepublikováno) a též několik fonografických válečků Edison-Amberol (Vídeň 1910).

## Ocenění
- 1903: vyznamenána profesionálním titulem Kammersängerin
- 1929: čestná členka Vídeňské státní opery

## Nahrávky
- Arditi: Parla (1924)
- Auber, aus Les diamantes de la couronne: Air et variations (1914)
- Bellini, aus La Sonnambula: Ah! non credea miranti; Ah! non giunge (1924)
- Brahms: aus Volkskinderlieder: Sandmännchen (1925)
- Fontenailles: Obstination (1911)
- Goldmark, aus Die Königin von Saba: Lockruf (1912)
- Gounod: Serenade (1923)
- Kreisler: Caprice viennois (1924, mit Vasa Prihoda, violine)
- Mozart, aus Die Zauberflöte: Zum Leiden bin ich auserkoren (1924)
- Mozart, aus Il Re pastore: L’amero, saro costante (1924)
- Mozart, aus Le Nozze di Figaro: Deh, vieni non tardar (1925)
- Puccini, aus La Bohème: Si, mi chiamano Mimí (1924)
- Puccini, aus La Bohème: Sono andati? (1907, mit Leo Slezak, tenor)
- Puccini, aus La Bohème: O suave fanciulla (Jahr unbekannt, mit Leo Slezak, tenor)
- Puccini, aus La Bohème: Morte (1907)
- Puccini, aus Madama Butterfly: Un bel di vedremo (1914)
- Rossini, aus Il Barbiere di Siviglia: Una voce poco fa (1924)
- Strauss: An der schönen blauen Donau (1925)
- Taubert: Der Vogel im Walde (1907)
- Toselli: Serenata (1923, mit Vasa Prihoda, violine)
- Verdi, aus Don Carlos: Tu che la vanita (1914)
- Verdi, aus Il Trovatore: Vivere contende (1920, mit Heinrich Schlusnus, bariton)
- Verdi, aus Ernani: Ernani, involami (1923)
- Verdi, aus La Traviata: Addio del passato (1909)
- Verdi, aus Rigoletto: Caro nome (1923)